# Ptilometra
Famille
Genre
Ptilometra est un genre de comatules (crinoïdes sessiles), le seul de la famille des Ptilometridae.

## Description et caractéristiques
Crinoïdes non pédonculés, ils s'accrochent au substrat par des cirres mobiles en forme de griffes et sont capables de se déplacer en rampant.

## Liste des espèces
Selon World Register of Marine Species (2 juin 2014) :
- genre Ptilometra AH Clark, 1907
  - Ptilometra australis (Wilton, 1843)
  - Ptilometra macronema (Müller, 1846)

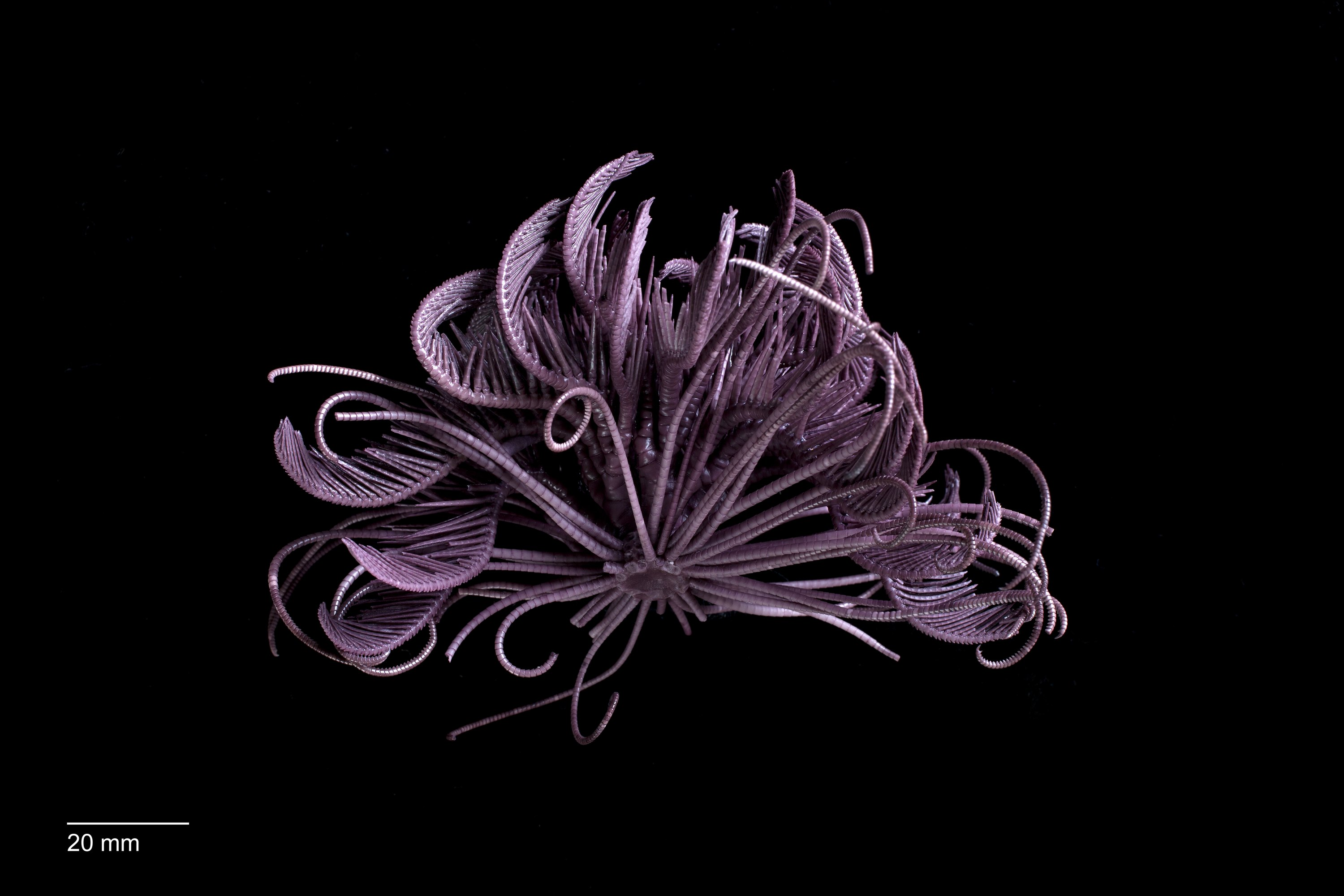
Ptilometra macronema